# Haapsu
Haapsu is een plaats in de Estlandse gemeente Saaremaa, provincie Saaremaa. De plaats heeft de status van dorp (Estisch: küla).
Tot in oktober 2017 lag de plaats in de gemeente Orissaare. In die maand ging Orissaare op in de fusiegemeente Saaremaa.

## Bevolking
Het dorp had 7 inwoners op 31 december 2011 en 9 inwoners op 31 december 2021.

## Ligging
De plaats ligt aan de noordkust van het eiland Saaremaa.

## Geschiedenis
Haapsu werd voor het eerst genoemd in 1634 onder de naam Habasall. De plaats lag op het landgoed dat toebehoorde aan de kerk van Jaani.
In 1977 werd Haapsu bij het buurdorp Taaliku gevoegd. In 1997 werd het weer een zelfstandig dorp.